# William Henry Moody
Pour les articles homonymes, voir Moody.
William Henry Moody, né le 23 décembre 1853 à Newbury (Massachusetts) et mort le 2 juillet 1917 à Haverhill (Massachusetts), est un juriste et homme politique américain. Membre du républicain, il est représentant du Massachusetts entre 1895 et 1902, secrétaire à la Marine entre 1902 et 1904 puis procureur général des États-Unis entre 1904 et 1906 dans l'administration du président Theodore Roosevelt et juge de la Cour suprême entre 1906 et 1910.

## Biographie
William Henry Moody est diplômé de la Phillips Academy en 1872 puis, après avoir étudié le droit, il est également diplômé de l'université Harvard en 1876. Il est admis au barreau en 1878 et exerce le droit à Haverhill, dans le Massachusetts. En 1888, il est élu city solicitor d'Haverhill et occupe cette fonction jusqu'en 1890, année durant laquelle il devient procureur de district pour le district Est du Massachusetts. Il acquiert une certaine notoriété en 1893 comme procureur adjoint dans l’affaire très médiatisée du double meurtre dont est accusée Lizzie Borden.
Il reste procureur jusqu'en 1895, date de son élection à la Chambre des représentants des États-Unis où il occupe le siège laissé vacant par William Cogswell mort durant la législature. Moody est constamment réélu au Congrès et il démissionne en 1902 afin d'être nommé secrétaire à la Marine par le président Theodore Roosevelt. En 1904, il quitte le département de la Marine pour celui de la Justice en étant nommé procureur général des États-Unis par le même président, un poste qu'il conserve jusqu'en 1906 et sa nomination en tant que juge de la Cour suprême. Alors que les juges de la Cour suprême sont nommés à vie, William H. Moody demande à partir en retraite pour raisons de santé seulement quatre ans après avoir accédé à la Cour. Il meurt le 2 juillet 1917 à Haverhill et est enterré au Byfield Cemetery de Georgetown.